# بونت سانت مارتن
بونت-سان-مارتن (‎fr‏؛ بالفرنسية: Pón-Sèn-Marteun أو Pón-Sén-Martìn) هي بلدة و"كومونا" في منطقة وادي أوستا في شمال غرب إيطاليا.

## المعالم
- جسر بونت-سان-مارتن
- قلعة بونت-سان-مارتن
- قلعة سوزي

## القرى التابعة
باراينغ، بوا-ديريير، لي بوسك، بوسكيه، شامب-دي-لاس، شابريه، لا شارماز، شافان، شوشال، كلايبي، كولومبيراز، كونكابي، كورني، إكستيليان-ديسو، إكستيليان-ديسو، فابيو، فونتاني، لا غرانجياز، إيفري، ليسكوز، لو ماينين، مونوت، أولاي، بيروشون، لو بيان، بيان-دي-لا-بارماز، بيان-دي-بوس، بيان-دو-جياس، لو بيانيت، بيان-غريغنيت، براتي-نوفي، براز-سينيور، رونك-دي-غرانجياز، لي رونكس، روندياز-ديسو، روندياز-ديسو، سان-روك، سيرابياناز، سوزي، لي توي، تيومبي، تورغنون، لا فالي، فييتي، فينيولي.

## التوأمة
- بونت-سان-مارتن، فرنسا
- بيتييرا، إسبانيا

1. ↑  GeoNames (بالإنجليزية), 2005, QID:Q830106